# The Lawless Nineties
The Lawless Nineties (Brasil: Ordem a Bala / Portugal: Os 90 Bandidos) é um filme norte-americano de 1936, do gênero faroeste, dirigido por Joseph Kane e estrelado por John Wayne e Ann Rutherford.

## Sinopse
O agente federal John Tipton é enviado ao Wyoming, para assegurar a lisura da eleição que vai definir se o território passará a estado ou não. Quando chega, tem de desmantelar uma quadrilha que aterroriza a região.

## Elenco
| Ator/Atriz              | Personagem         |
| ----------------------- | ------------------ |
| John Wayne              | John Tipton        |
| Ann Rutherford          | Janet Carter       |
| Harry Woods             | Charles K. Plummer |
| George Hayes            | Major Carter       |
| Al Bridge               | Steele             |
| Fred 'Snowflake' Toones | Moses              |
| Etta McDaniel           | Mandy Lou Schaefer |
| Tom Brower              | Marshal Bowen      |
| Lane Chandler           | Bridger            |
| Cliff Lyons             | Davis              |
| Jack Rockwell           | Smith              |
| Al Taylor               | Red                |
| Charles King            | Hartley            |
| George Chesebro         | Green              |